# 湖北中医药大学

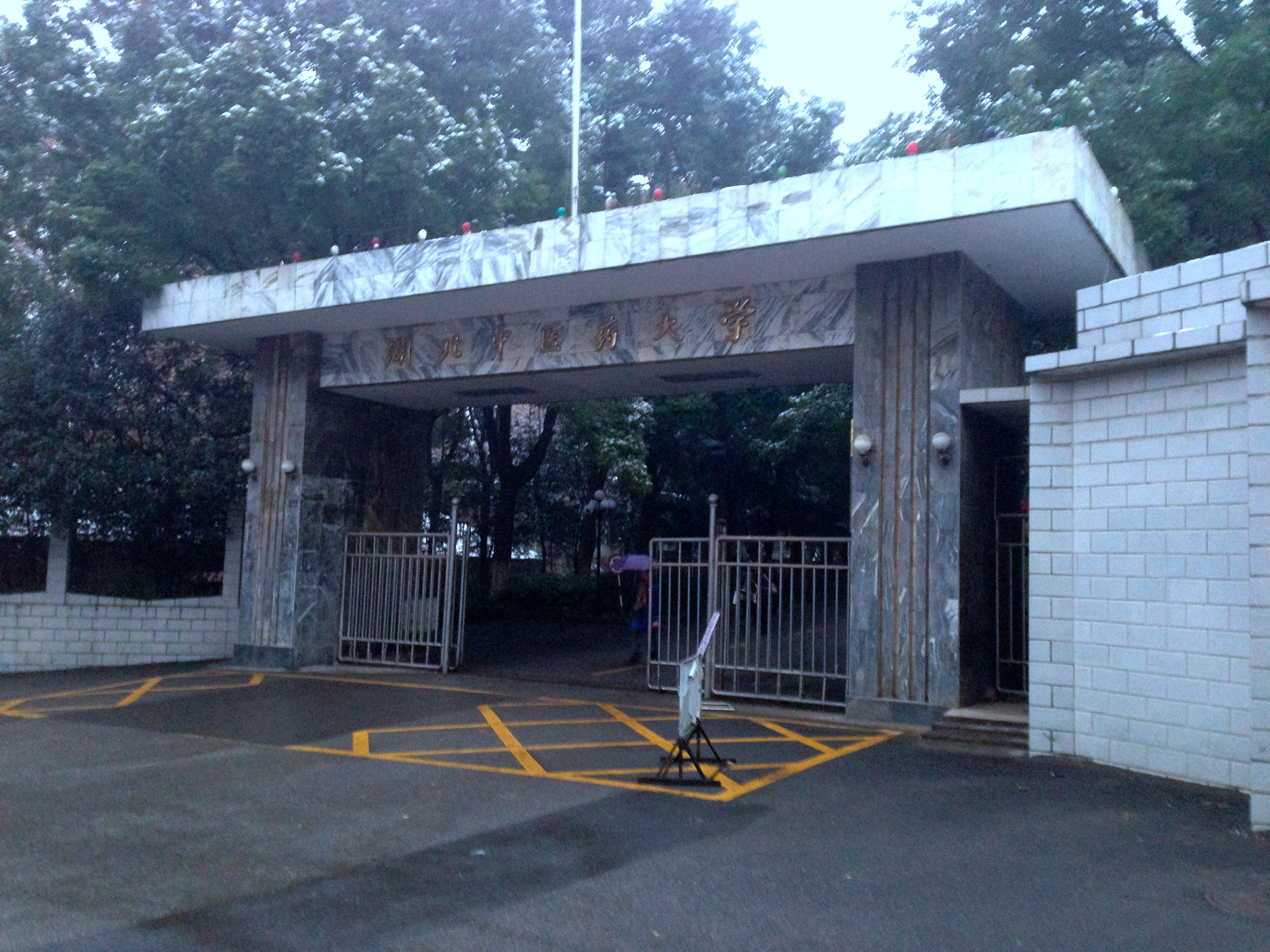
学校大门

湖北中医药大学位于湖北省武汉市，是中国较早开办中医本科教育和最早开办中医研究生教育的湖北省高等中医药本科院校。学校是教育部本科教学工作水平合格评估优秀学校，是湖北省人民政府、国家中医药管理局共建高校，入选国家“中西部高校基础能力建设工程”项目建设高校、湖北省“国内一流学科建设高校”、国家级中医临床研究基地“中医药防治肝病基地”、全国中医药标准化技术培训和研究中心、全国中医医院信息管理中心、湖北省中医药继续教育基地、国家产业技术创新战略重点培育联盟、湖北省中药产业技术创新战略联盟、湖北省产业技术创新基地。
学校前身是成立于1954年的湖北省中医进修学校。2003年，原湖北中医学院与原湖北药检高等专科学校合并，成立新的湖北中医学院，2010年3月更名为湖北中医药大学。
截至2022年5月，学校两校区办学，占地总面积1610亩，建筑总面积54.3万平方米，教学科研仪器设备总值约2.23亿，馆藏纸质图书155.5万册、电子图书144.7万册；开设14个学院，开办35个本科专业；拥有2个博士后科研流动站，2个一级学科博士学位授权点，13个二级学科博士点，7个一级学科硕士学位授权点，24个二级学科硕士点；校本部现有教职工1210人，其中，专任教师737人；全日制在校生1.78万人，其中本科生1.5万人，研究生2195人，留学生215人。

## 校史
- 1958年，湖北中医学院创办。前身是成立于1954年的湖北省中医进修学校，是湖北省唯一一所高等中医药本科院校，国家教育部本科教学工作水平合格评估优秀学校。校址为原华中大学旧址。[1]
  - 1958年12月，湖北药检高等专科学校成立，其前身是成立于1939年的湖北省立护士职业学校。[1]
- 2003年，湖北药检高等专科学校并入湖北中医学院。[1]
- 2010年3月18日，教育部批准湖北中医学院更名为湖北中医药大学。[1]